# 穗花婆婆纳
穗花婆婆纳（学名：Veronica spicata）为車前草科婆婆纳属下的一个种。

## 扩展阅读
- 維基物種上的相關：穗花婆婆纳